# Julia Stierli
Julia Stierli (Muri, Suiza; 3 de abril de 1997) es una futbolista suiza. Juega de defensa y su equipo actual es el FC Zürich de la Superliga Femenina de Suiza. Es internacional absoluta por la selección de Suiza desde 2017.

## Trayectoria
Con paso por las inferiores del FC Muri y el FC Aarau, Stierli comenzó su carrera como sénior en el FC Zürich. Ganó su primer título con el club ese año.

## Selección nacional
Es internacional absoluta por la selección de Suiza desde 2017.

### Participaciones en copas del mundo
| Copa                                    | Sede                    | Resultado        |
| --------------------------------------- | ----------------------- | ---------------- |
| Copa Mundial Femenina de Fútbol de 2023 | Australia Nueva Zelanda | Octavos de final |

### Participaciones en copas continentales
| Copa                   | Sede       | Resultado      |
| ---------------------- | ---------- | -------------- |
| Eurocopa Femenina 2022 | Inglaterra | Fase de grupos |

## Clubes
| Club      | País  | Año           |
| --------- | ----- | ------------- |
| FC Zürich | Suiza | 2014-presente |

## Palmarés

### Títulos nacionales
| Título                      | Club      | País  | Año  |
| --------------------------- | --------- | ----- | ---- |
| Superliga Femenina de Suiza | FC Zürich | Suiza | 2015 |
| Superliga Femenina de Suiza | FC Zürich | Suiza | 2016 |
| Superliga Femenina de Suiza | FC Zürich | Suiza | 2018 |
| Superliga Femenina de Suiza | FC Zürich | Suiza | 2019 |
| Superliga Femenina de Suiza | FC Zürich | Suiza | 2022 |
| Superliga Femenina de Suiza | FC Zürich | Suiza | 2023 |
| Copa de Suiza Femenina      | FC Zürich | Suiza | 2015 |
| Copa de Suiza Femenina      | FC Zürich | Suiza | 2016 |
| Copa de Suiza Femenina      | FC Zürich | Suiza | 2018 |
| Copa de Suiza Femenina      | FC Zürich | Suiza | 2019 |
| Copa de Suiza Femenina      | FC Zürich | Suiza | 2022 |